# بين ريفرز
بين ريفرز (بالإنجليزية: Ben Rivers)‏ هو صانع أفلام بريطاني، ولد في 1972 في مقاطعة سومرست في المملكة المتحدة.

## وصلات خارجية
- الموقع الرسمي
- بين ريفرز على موقع IMDb (الإنجليزية)
- بين ريفرز على موقع قاعدة بيانات الفيلم (الإنجليزية)